# The Flower of Doom
The Flower of Doom is een Amerikaanse dramafilm uit 1917 onder regie van Rex Ingram.

## Verhaal
Tijdens een rondleiding door de Chinese wijk speldt de journalist Harvey Pearson zijn geliefde Neeva Sacon een bloem op de revers. Harvey beseft niet dat die bloem het teken is van een misdaadbende. Neeva wordt dan ook geschaakt door een lid van een rivaliserende bende. Harvey wendt zich radeloos tot Charley Sing, die hem ooit informatie bezorgde voor een krantenartikel over de Chinese maffia. Hij neemt Harvey mee naar de opiumkit van Ah Wong, waar ze samen een bendelid ontvoeren. Uiteindelijk kunnen ze dat bendelid omruilen voor Neeva.

## Rolverdeling
| Acteur            | Personage      |
| ----------------- | -------------- |
| Wedgwood Nowell   | Sam Savinsky   |
| Yvette Mitchell   | Tea Rose       |
| Nicholas Dunaew   | Paul Rasnov    |
| Millard K. Wilson | Harvey Pearson |
| Gypsy Hart        | Neeva Sacon    |
| Tommy Morrissey   | Buck           |
| Frank Tokunaga    | Charley Sing   |
| Goro Kino         | Ah Wong        |
| Evelyn Selbie     | Arn Fun        |